# Route nationale 736
Die Route nationale 736, kurz N 736 oder RN 736, war eine französische Nationalstraße, die von 1933 bis 1973 in zwei Abschnitten zwischen Ruffec und Saint-Fort-sur-le-Né verlief. Ihre Gesamtlänge betrug 68 Kilometer.